# Quality Street (Süßware)

Logo der Nestlé-Marke

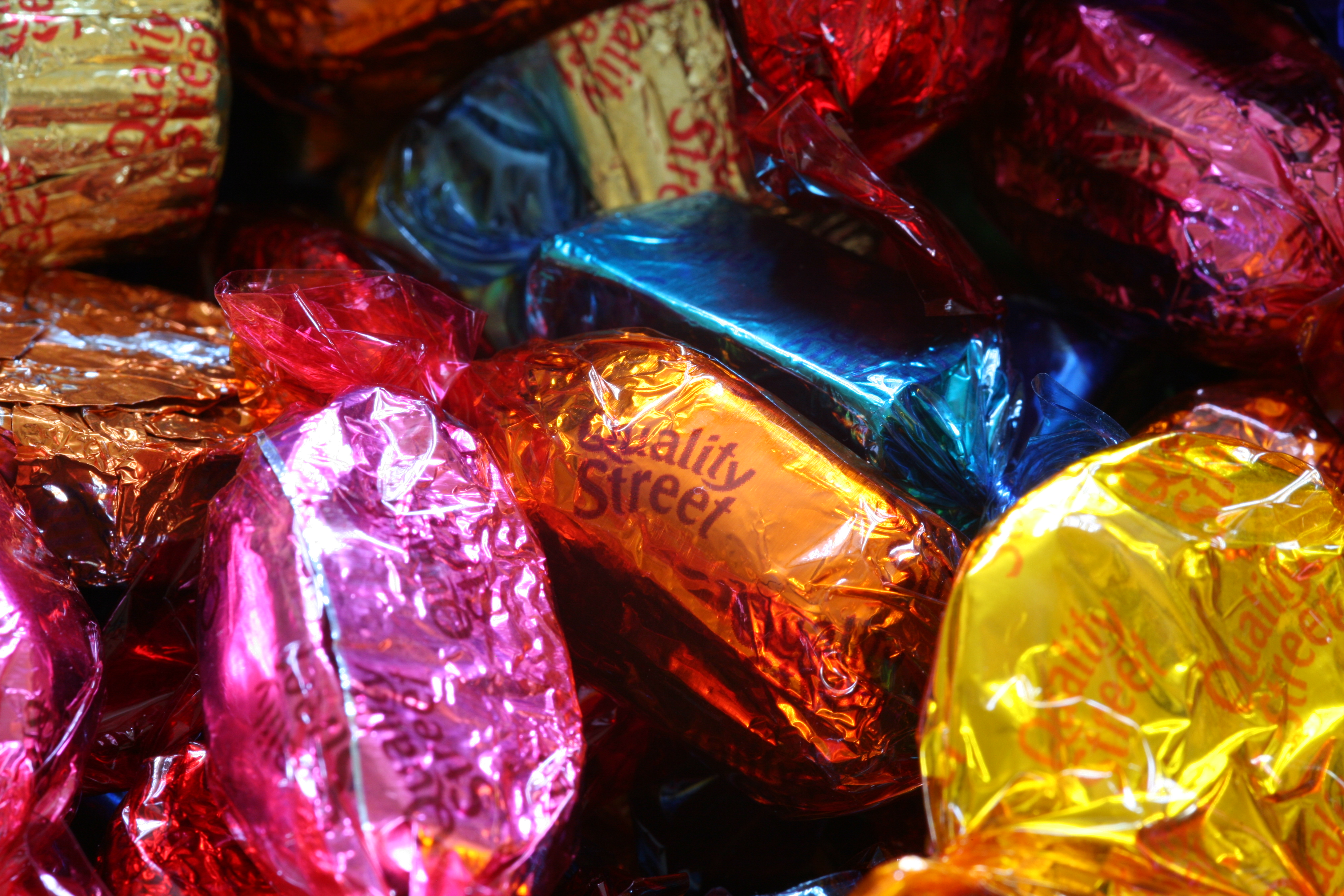
Einige der verschiedenfarbigen Einzelverpackungen

Quality Street ist eine Mischung einzeln verpackter und in einer Schachtel verkaufter konfektähnlicher Süßigkeiten, die von der Firma Nestlé in Halifax, Vereinigtes Königreich, hergestellt werden.

## Geschichte
Quality Street wurde 1936 von der Halifaxer Konditorei Mackintosh auf den Markt gebracht. Der Name stammt von dem gleichnamigen Theaterstück von J. M. Barrie. „Major“ und „Miss“, die durch die beiden Hauptfiguren des Stücks inspiriert wurden, wurden bis zum Jahr 2000 auf allen Quality Street Schachteln und Blechdosen dargestellt.
Die ursprüngliche Vorlage für „Major“ und „Miss“ waren Iris und Tony Coles aus Chingford, Essex (heute Großraum London), Kinder des Werbezeichners Sydney Coles, der das Produktimage erschaffen hatte.
1988 wurde die Marke mit dem Kauf der Firma Rowntree’s von Nestlé erworben. Die Marke war einer der Gründe für die Firmenübernahme.
Um die Marke zu erweitern, wurden in den letzten Jahren verschiedene größere Versionen der beliebteren Sorten hergestellt und einzeln verkauft. Insbesondere die Haselnussschokolade wurde gemäß ihrem traditionellen Einwickelpapier als „The Big Purple One“ (engl. das große Violette) vermarktet.
Quality Street wird im Vereinigten Königreich, den Vereinigten Staaten, Irland, Kanada, Dänemark und Island (dort nennt man sie traditionell „Mackintosh“) oft mit Weihnachten assoziiert und während dieser Zeit als Geschenk gekauft.

## Sorten
Die Mischung wurde mehrfach geändert. Derzeit gibt es Bonbons in zwölf Geschmacksrichtungen. Sie alle basieren auf Schokolade oder Toffee:

### Aktuelle Sorten
- Milchschokolade mit Haselnuss (das Violette)
- Noisette Praliné (das grüne Dreieck)
- Schokolade mit Orangen-Creme (das runde Orange)
- Schokoladen-Toffee (goldenes Stäbchen)
- Toffee Pfennig (goldene Folie)
- Vanilla Fudge (pinkfarbene Folie)
- Strawberry Delight (Erdbeeraroma) (rote Folie)
- Schokolade mit Kokosnuss-Éclair (blaue Folie)
- Schokolade mit Orange und Knusperstücken (orangefarbenes Achteck)
- Caramel Swirl (Karamell) (gelber Kegel)
- Schokoladen-Toffee deluxe (Braune Folie)
- Milchschokolade/eckig (grüne Folie)

### Ehemalige Sorten
- Milchschokolade mit Paranuss (das ursprüngliche Violette, durch die Haselnussvariante ersetzt)
- Schokolade mit Erdbeercreme (ersetzt durch Strawberry Delight)
- Schokoladen-Toffeebecher (ersetzt durch Caramel Swirl)
- Haselnuss Knusperschokolade (nicht ersetzt)
- Haselnuss Eclair (nicht ersetzt)
- Malztoffee (ersetzt durch das Toffee deluxe)
- Milchschokolade/rund (ersetzt durch Milchschokolade eckig in grüner Folie)
- Erdnussschokolade (blaue Folie, nicht ersetzt)